# Страна негодяев
«Страна негодяев» — драматическая поэма Сергея Александровича Есенина, написанная в 1922—1923 годах, признанная есениноведами не законченной и не доработанной. При жизни поэта полностью не публиковалась, редко публиковалась и после его смерти, театральных постановок по ней никогда не ставилось. Поэма стала достоянием общественности благодаря публикациям отрывков поэмы в газете "Бакинский рабочий" (29.09.1924, № 220), журнале "Город и деревня" (1925, № 18), сборнике "Страна советская" (Тифлис,1925). Прочитанная публике в авторском изложении, она стала заметным фактом литературной жизни Советской России и русского зарубежья начала 1920-х. Учитывая характер поэмы и её прочтение автором для широкой публики, это вызвало новую волну преследований его со стороны властей, — в январе 1923 года на вечере русско-еврейских поэтов, читая отрывок из поэмы «Страна негодяев», Есенин сказал что-то о «жидах», после чего произошел скандал. Впервые полностью, без купюр, поэма была опубликована в 7-томном полном собрании сочинений Есенина в 1998 году. Сам автор сокращал название поэмы: «Страна Нег».

## Действующие лица
- Комиссар из охраны железнодорожных линий Чекистов
- Замарашкин — сочувствующий коммунистам доброволец
- Бандит Но́мах
- Комиссары приисков:

 — Рассветов
 — Чарин
 — Лобок
- Комендант поезда
- Красноармейцы
- Рабочие
- Советский сыщик Литза-Хун
- Повстанец Барсук
- Повстанцы
- Бывшие дворяне, посетители притона:

 — Щербатов
 — Платов
- Кабатчица
- Подавщица
- Милиционеры

## История создания
В 1922 — 1923 годах Сергей Есенин путешествует по странам Европы и Америки.
В этот период Есенин создает и планирует несколько крупных произведений, основанных на впечатлениях от этих поездок: «Чёрный человек», «Железный миргород» и «Страна Негодяев».
Есенин начал работать над поэмой в 1922 году, сразу после поэмы «Пугачёв». Однако вплоть до 1924 года замысел поэмы неоднократно менялся. Судя по воспоминаниям современников, сюжет поэмы «Страна Негодяев» менялся трижды. Вначале Есенин хотел отразить в поэме революцию и гражданскую войну, затем сосредоточил внимание на событиях гражданской войны и, наконец, в окончательном тексте совместил гражданскую войну с введением НЭПа.

## Сюжет
Действие происходит на Урале в 1919 году. Главный герой поэмы — бандит Номах, романтический персонаж, бунтарь-анархист, ненавидящий «всех, кто жиреет на Марксе». Он пошёл когда-то за революцией, надеясь, что она принесет освобождение всему роду человеческому, и эта анархическая, крестьянская мечта близка и понятна Есенину. Номах высказывает в поэме его заветные мысли: о любви к буре и ненависти к той рутинной, абсолютно нерусской, искусственной жизни, которую навязали России комиссары. Потому и образ «положительного» комиссара Рассветова у Есенина выходит бледен.
Рассветов противопоставлен Номаху, но в главном един с ним. Номах, говорящий о том, что по всей России множатся банды таких же обманутых, как он, — готов и на убийство, и на захват власти. Никаких нравственных тормозов у него нет. Но совершенно аморален и Рассветов, который в молодости побывал на Клондайке, провернул там биржевую авантюру (выдал скалу за золотоносную и сорвал куш после биржевой паники) и уверен, что любые обманы хороши, если бедные обманывают богатых. Так что чекисты, которые ловят Номаха, ничем не лучше его.
Номах устраивает набеги на поезда, идущие по уральской линии. Бывший рабочий, а ныне доброволец Замарашкин стоит на карауле. Здесь происходит его диалог с комиссаром Чекистовым, который хает Россию на чем свет стоит — за голод, за дикость и зверство народа, за темноту русской души и русской жизни… Номах появляется, как только Замарашкин остается один на посту. Сначала он пытается заманить его в банду, потом связывает, похищает фонарь и с этим фонарем останавливает поезд. В поезде Рассветов с двумя другими комиссарами — Чариным и Лобком — Рассказывает о будущей американизированной России, о «стальной клизме», которую надо поставить её населению… После того как Номах грабит поезд, забирает все золото и взрывает паровоз, Рассветов лично возглавляет его поиск. В притоне, где пьют бывшие белогвардейцы и курят опий бандиты, Номаха выслеживает китаец-сыщик Литза-хун.

## Основные темы поэмы
Революция и её последствия:
Есенин критически осмысливает революционные события в России. Он показывает, как идеалы революции превращаются в хаос, насилие и разрушение. Поэт задаётся вопросом, куда движется страна и что ждёт её в будущем.
Конфликт между идеалом и реальностью:
В поэме сталкиваются мечты о справедливом обществе и суровая действительность, где власть захватывают циничные и жестокие люди. Есенин выражает разочарование в том, что революция не принесла ожидаемого освобождения, а вместо этого породила новую форму угнетения.
Образ России:
Россия в поэме предстаёт как "страна негодяев", где царит беззаконие, коррупция и моральный упадок. Есенин с болью пишет о своей родине, которая, несмотря на всё, остаётся для него любимой и родной.
Тема бунта и свободы:
Одним из ключевых персонажей поэмы является Номах (прототипом которого, вероятно, был Нестор Махно). Он символизирует стихийный бунт, стремление к свободе, но также и разрушительную силу, которая не способна построить новое общество.
Личные переживания автора:
В поэме чувствуется глубокий личный кризис Есенина. Он разочарован в жизни, в революции, в самом себе. Это произведение стало своего рода исповедью поэта, его попыткой осмыслить своё место в изменившемся мире.
Значение поэмы:
"Страна негодяев" — это не только размышление о судьбе России, но и попытка Есенина понять, что происходит с человеком в эпоху исторических катаклизмов. Поэма осталась незавершённой, но даже в таком виде она является важным документом эпохи и свидетельством внутренних терзаний поэта.
Есенин в этой поэме предстаёт как трагический фигура, который, с одной стороны, не может принять новую действительность, а с другой — не находит выхода из своего душевного кризиса.